# Göran Karlsson (politiker)
Folke Göran Karlsson, född 14 juli 1914 i Barnarps församling, Jönköpings län, död 2 januari 2006 i Jönköpings Sofia församling, var en svensk politiker (socialdemokrat) och journalist.
Karlsson var ledamot av Sveriges riksdag 1954–1982, invald i Jönköpings läns valkrets, åren 1954–1970 som ledamot av första kammaren. Han var ordförande i Socialutskottet.
Göran Karlsson är begravd på Norrahammars kyrkogård.